# Žerotín (okres Louny)
Žerotín (starý název Žirotín, německy Scherotin) je obec nacházející se na jižním okraji okresu Louny a Ústeckého kraje, kde prostřednictvím svého území sousedí s okresy Kladno a Rakovník ve Středočeském kraji. Obec leží v katastrálním území Žerotín u Panenského Týnce a je obsluhována silnicí III. třídy č. 23735, severně od obce prochází dálnice D7. Je členem Mikroregionu Perucko a značná část jejího katastru je součástí Přírodního parku Džbán. V obci žije 228 obyvatel.

## Jméno obce
Dnešní jméno Žerotín se postupem času vyvinulo změnou hlásky i na e z původního jména Žirotín, v nejstarších latinských textech psaného jako Sirotin (1250, 1290), Schirtyn (1300) nebo Szyrotyn (1321). Toto původní jméno vzniklo z pračeského mužského osobního jména Žirota, snad odkazující na stav osiření – sirota. Obě varianty jména se vyskytovaly do konce 14. století střídavě a od konce 16. století převládla současná varianta.

## Historie
Obec vznikla pravděpodobně už před tím, než zde asi v polovině 13. století vznikl hrad, který převzal název obce a podle nějž se začali psát příslušníci slavného šlechtického rodu.. Nejstarší zpráva o vsi pochází z 25. března 1250, kdy jako svědek vystupuje Ratibor ze Žerotína. Ačkoli o vzniku hradu Žerotína nejsou žádné zprávy, je možné klást jeho založení do doby Habarta ze Žerotína. Ten byl i zakladatelem městečka Žirotského Týnce, což bylo jakési odškodnění za to, že král Přemysl Otakar II. odňal asi Habartovu otci Janovi Louny, které pak povýšil na město.
V roce 1678 koupil Žerotín, ke kterému patřil také Zichovec, Gundakar z Dietrichštejna a připojil je tak pod Libochovickou správu. Po jeho smrti roku 1690 se staly všechny jeho vsi součástí rodinného fideikomisu. Správu těchto držav potom postupně zajišťovali Ferdinand Josef, Leopold Ignác, Walter František, Karel Maxmilián, Jan Karel, František Josef a Josef Jan. Před vypuknutí napoleonských válek mělo panství Žerotín výměru 191 jiter 1 281 sáhů. Na začátku 19. století byly Žerotín a Budyně vyčleněny do autonomního celku, který byl k Libochovicím opět připojen v roce 1830. Po roce 1848 zaniklo poddanství a i v libochovickém panství došlo k osvobození obyvatel od robotních a jiných povinností. Dvanáct poddaných ze Žerotína zaplatilo bývalé vrchnosti náhradu v rámci vyvázání 1029 zlatých a 55 krejcarů. Po smrti VIII. knížete z rodu Dietrichsteinů Josefa Jana se měl podle zásad nástupnictví těchto panství ujmout jeho strýc Mořic. Ten to ale odmítl a panství se tak rozdělila mezi čtyři Josefovy dcery z manželství s hraběnkou Gabrielou Vratislavovou z Mitrovic. Libochovice s Budyní připadly nejstarší Terezii. V roce 1848 se Terezie vdala za Jana Bedřicha Herbersteina a ten v roce 1858 vytvořil ústřední správu, prvním ústředním ředitelem hraběnka ustanovila Heinricha Plaffa. Po její smrti v roce 1895 připadla panství jejímu synovi Janovi Josefu Herbersteinovi, který neušel pozemkové reformě a v letech 1923–1924 o značnou část panství přišel. Zbytky panství po jeho smrti v roce 1944 měl zdědit jeho syn Jan Bedřich Herberstein, ten s otcem ale neměl dobré vztahy a dědictví odmítl. Německý obvodní soud v Praze pak přiřkl dědictví Janu Alexandru Herbersteinovi – Proskau, pravnukovi hraběnky Terezie. Tomu byl po druhé světové válce majetek zkonfiskován a krajský soud jeho žalobu na navrácení majetku zamítl, majetek tak už zpět nezískal.

### Vybavenost
Tereziánský katastr z roku 1756 uvádí v obci hostinec, mlýn u sv. Blažeje, kde byl už tehdy léčivý pramen, a kovárnu, která byla na konci 20. století zbořena. Dnešní podoba kostelíka sv. Blažeje pochází až z roku 1800. Kaplička v obci pod hradem je o sto let mladší.
Po kolektivizaci v 50. letech byly na území obce tak jako jinde zorány meze a některé cesty. Do zaorání polních nebo běžných cest měl Žerotín oproti dnešku napojení v přímém směru na Úherce, Hořešovičky a Samotín.

## Obyvatelstvo
Při sčítání lidu v roce 1921 zde žilo 442 obyvatel (z toho 211 mužů). Všichni byli československé národnosti a hlásili se k římskokatolické (207 lidí) a československé církvi (91 lidí), nebo byli bez vyznání. Podle sčítáni lidu z roku 1930 v Žerotíně žilo 347 Čechoslováků a tři Němci. K římskokatolické církvi patřilo 217 lidí, 55 k československé a 78 bylo bez vyznání.
|           | 1869 | 1880 | 1890 | 1900 | 1910 | 1921 | 1930 | 1950 | 1961 | 1970 | 1980 | 1991 | 2001 | 2011 |
| --------- | ---- | ---- | ---- | ---- | ---- | ---- | ---- | ---- | ---- | ---- | ---- | ---- | ---- | ---- |
| Obyvatelé | 406  | 421  | 388  | 480  | 456  | 442  | 350  | 270  | 270  | 243  | 204  | 182  | 173  | 198  |
| Domy      | 64   | 72   | 70   | 84   | 86   | 84   | 83   | 96   | 80   | 79   | 65   | 89   | 94   | 100  |

Obyvatelstvo
Domy

## Obecní symboly

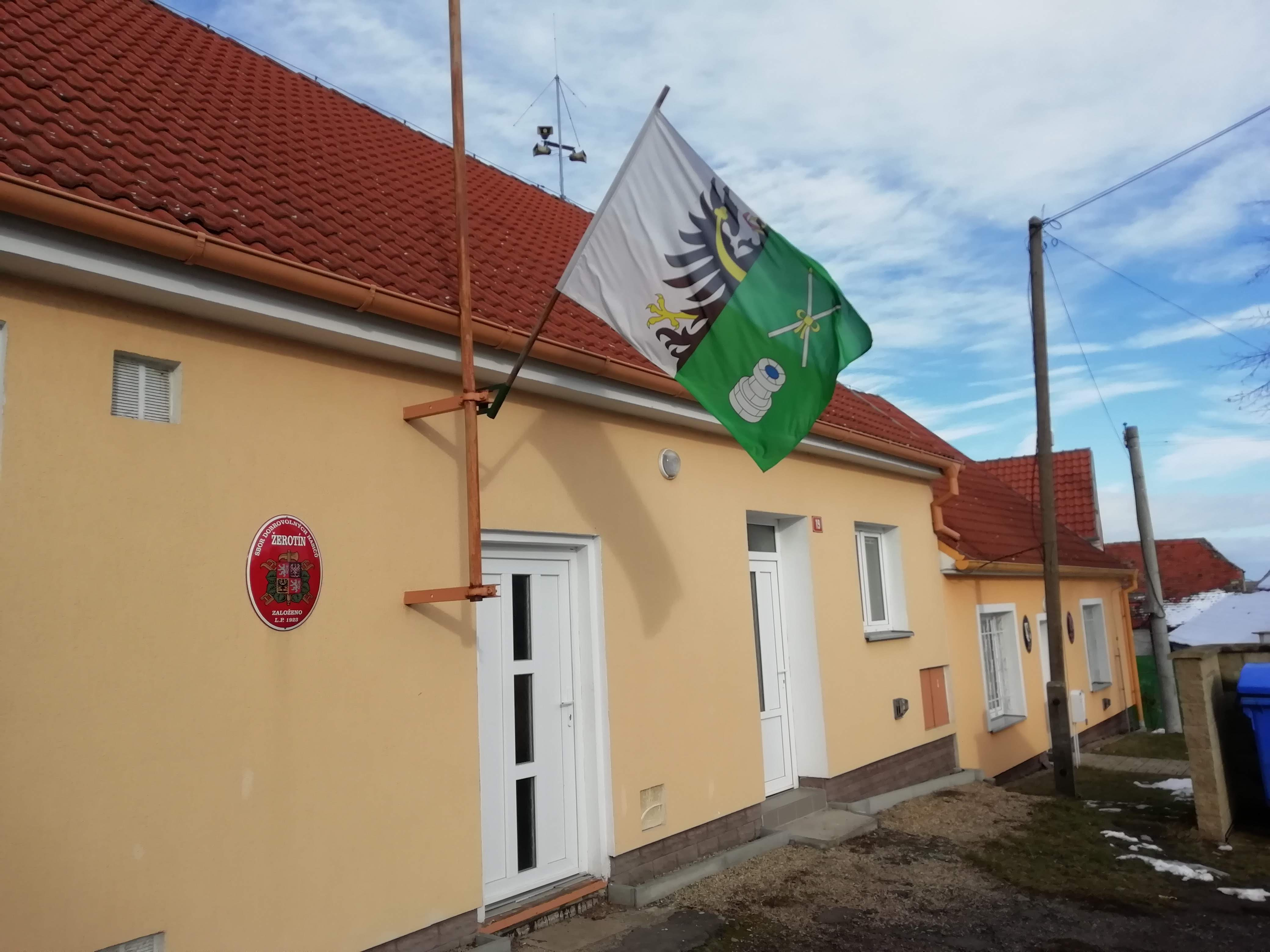
Vlajka obce vlající na obecní požární zbrojnici

Žerotín získal právo užívat obecní znak a vlajku na základě rozhodnutí č. 13 předsedkyně Poslanecké sněmovny Miroslavy Němcové ze dne 24. února 2011. Dekret o udělení znaku a vlajky obce Žerotín převzal od předsedkyně Němcové starosta Václav Pleticha na slavnostním předávání v Poslanecké sněmovně dne 12. března 2011.

### Znak
Stříbrno-zeleně polcený štít, vpravo vyniká půl černé orlice se zlatou zbrojí, červeným jazykem a zlatým jetelovitě zakončeným perizoniem. Vlevo nahoře zkřížené zlatě hořící stříbrné svíce převázané zlatou stuhou, pod nimi stříbrná kvádrovaná kruhová studna.

### Vlajka
Základní list vlajky je tvořen dvěma svislými pruhy o stejné šířce, bílý žerďový a zelený vlající. V bílém pruhu se nachází půl černé orlice se žlutou zbrojí, červeným jazykem a žlutým jetelovitě zakončeným perizoniem přiléhající k zelenému pruhu, v něm nahoře zkřížené žlutě hořící bílé svíce převázané žlutou stuhou, pod nimi bílá kvádrovaná kruhová studna. Poměr šířky k délce listu je 2 : 3.

## Cestovní ruch a místní zajímavosti

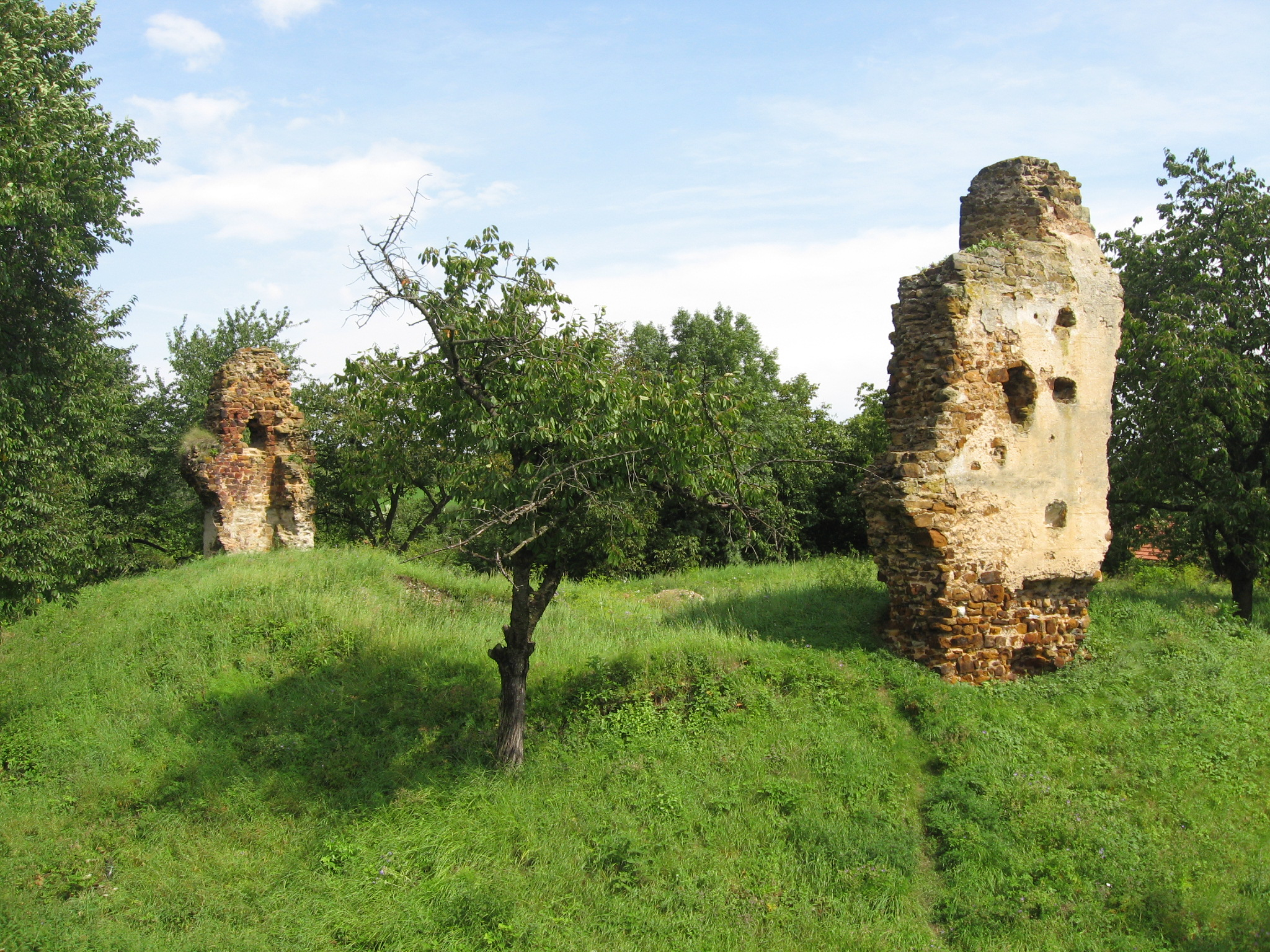
Zřícenina hradu Žerotín

Památkově chráněné objekty, zapsané do seznamu státních kulturních památek:
- Hrad Žerotín – zřícenina[22][6]
- Kostel svatého Blažeje + doprovodné stavby – studánka s altánem, stodola a obytný dům čp. 38[22][6]

Pamětihodnosti, jež jsou předmětem přírodní ochrany:
- Přírodní park Džbán – přírodovědně a krajinářsky cenné území
- Buk v Budlíně – památný strom, roste na mýtině v lesním porostu u účelové komunikace v lokalitě V Budlíně[23]

Další zajímavosti:
- Pseudorománská kaplička z r. 1900[24]
- Rybník min. z roku 1360[25] napájený lesními studánkami a přilehlá chatová oblast
- Trampská osada Modrá zátoka u rybníka v bývalé pískovně
- Studánky u rybníka s čerstvou pramenitou vodou[26]
- Studánka u vsi s čerstvou pramenitou vodou
- Les s pískovcovými skalkami navazující na přírodní park Džbán
- U třech zabitých – místo za rybníkem v lese s pomníčky, kde v 50. letech došlo k dosud neobjasněné trojnásobné vraždě, oblíbené místo houbařů a borůvkářů
- Na ladách – místo s pískovcovými skálami, kde se dříve pálily čarodějnice, nyní uzavřený soukromý pozemek

Zajímavosti a pamětihodnosti v okolí:
- Nedostavěný chrám Panny Marie v Panenském Týnci
- Pustá luka – údolí podél Samotínského a Zichoveckého potoka na západ od Samotína s prameništi a chráněnými a kriticky ohroženými rostlinnými druhy, roste zde například šášina načernalá
  - údolí zahrnuje Národní přírodní památku Cikánský dolík (s nedalekou stejnojmennou trampskou chatovou oblastí)
- Bílichovské údolí – údolí na strmém severovýchodním svahu podél Zlonického potoka asi 2 km jihozápadně od Bílichova, Národní přírodní památka, chráněné a kriticky ohrožené rostlinné druhy, například kýchavice černá
- Lesní rybníky a koupaliště v Bílichově[27]
- Kamenný pastýř, menhir poblíž obce Klobuky

Turistické trasy:
Obcí prochází turistické trasy:
- zelená trasa č. 3941 Dolní Ročov – Žerotín 16,5 km
- modrá trasa č. 1089 Panenský Týnec – Třeboc 20 km

Občerstvení:
Na návsi se nachází hospoda, dříve také soukromý obchod a cukrárna, které byly po roce 2000 zrušeny. V nynější hospodě býval obchod Jednoty a hospoda bývala v domě č. 84.
- Hospoda na návsi
- Občerstvení u rybníka (otevřeno pouze v létě)
- Minimarket v Panenském Týnci
- Čerpací stanice v Panenském Týnci

Rekreační objekty
Výraznější podíl rekreace v obci představují:
- rekreační chalupy
- Letní dětský tábor na jihu obce
- Chatová oblast u rybníka
- Chatová oblast na západním okraji obce u Pacovského potoka

Kulturní dění
V obci je pořádáno pravidelně v areálu dětského tábora setkávání motorkářů, veteránů a podobné akce. V létě dětský tábor stále ještě navštěvují děti, ale jejich počty klesají. Nedaleko v Panenském Týnci se nachází původně vojenské, dnes soukromé letiště, kde probíhají autotuningová setkání Carwars Opening. V týnecké sokolovně a bílichovské hospodě probíhají různé hudební akce. V blízkém Zichovci byl v roce 2012 otevřen pivovar s restaurací, ubytováním a sportovní halou.
U rybníka v bývalé pískovně probíhalo dříve tradiční letní setkávání trempů a přehlídka jejich kapel, tzv. potlach. Tato akce navázala na potlachy hojně v Žerotíně pořádané již od padesátých let. Poslední ročník (2009) měl mezinárodní přesah a oficiálně se jmenoval 16. československý potlach. Konal se 4. – 6. září 2009. Pro předpokládanou vysokou návštěvu tohoto ročníku, která se potvrdila, bylo se souhlasem majitele vybudováno potlachoviště na prostornějším poli nad rybníkem namísto klasické bývalé pískovny. Domovská žerotínská trempská osada se jmenuje Modrá zátoka. Spolu s ní 16. československý potlach pořádaly ještě osady Bílý Racek (Panenský Týnec), Kamarádi údolí Berounky, Supové, Za pecí a dalších pět osad. Akce se zúčastnilo přes sto osad a okolo 1200 lidí, vyprodalo se 1000 připravených odznaků akce.
SDH Žerotín
V obci je aktivní sdružení dobrovolných hasičů.

## Místní názvy v okolí
Seznam lokáních označení:
- Budlín či Pod strání – nejsevernější část obce
- Budlín – les přiléhající na Žerotín ze západu
- V Budlíně – zalesněný komplex na samém jihozápadě KÚ Žerotín u Panenského Týnce (kde mj. stojí známý Buk v Budlíně)
- Žerotínský potok – potok, který se táhne na severu podél lesa Budlína a pokračuje do Pacova, za třicetileté války zaniklé vesnice
- Pacovský potok – potok vytékající z rybníka, jež se vlévá do Žerotínského potoka; jméno získal po zaniklé vesnici Pacov
- Mezi alejemi – pole na západě obce nad rybníkem
- U rybníka – prostranství u rybníka na západě obce
- Na průhoně – na jihu obce; aleje za dětským táborem, cesta směr Cikánský dolík
- Na ladech – na jihu obce; místo s pískovcovými skálami
- U černého rybníka – jihovýchodně za obcí; místo se serpentinami a remízkem při cestě do Zichovce
- Pod silnicí – prostor na sever od vepřína přiléhající k Pacovskému potoku
- Na ostrově – polnosti na východ od vepřína mezi Žerotínským a Pacovským potokem
- Na velkém kuse – polnosti na východ od obce a na jih od Pacovského potoka
- Na bělce – remízek na východ od obce u Samotínského potoka
- Ječina nebo Na ječinech – prostor na východ od oblasti U černého rybníka
- Na celním mlýně – polnosti na východ od obce, kde se vlévá Samotínský potok do Žerotínského
- Pacov – zaniklá vesnice na východ od Žerotína

## Rodáci
- Antonín Chlouba (1873–1927), malíř, autor portrétů a obrazů s historizujícími náměty[34][35]
- Miroslav Šustera (1878–1961), sportovec (atlet, pětibojař, zápasník), bratr Oldřicha
- Oldřich Šustera (1879–1971), přírodovědec a entomolog, pečoval o sbírky blanokřídlého hmyzu v Národním muzeu v Praze,[34][35] bratr Miroslava

## Galerie

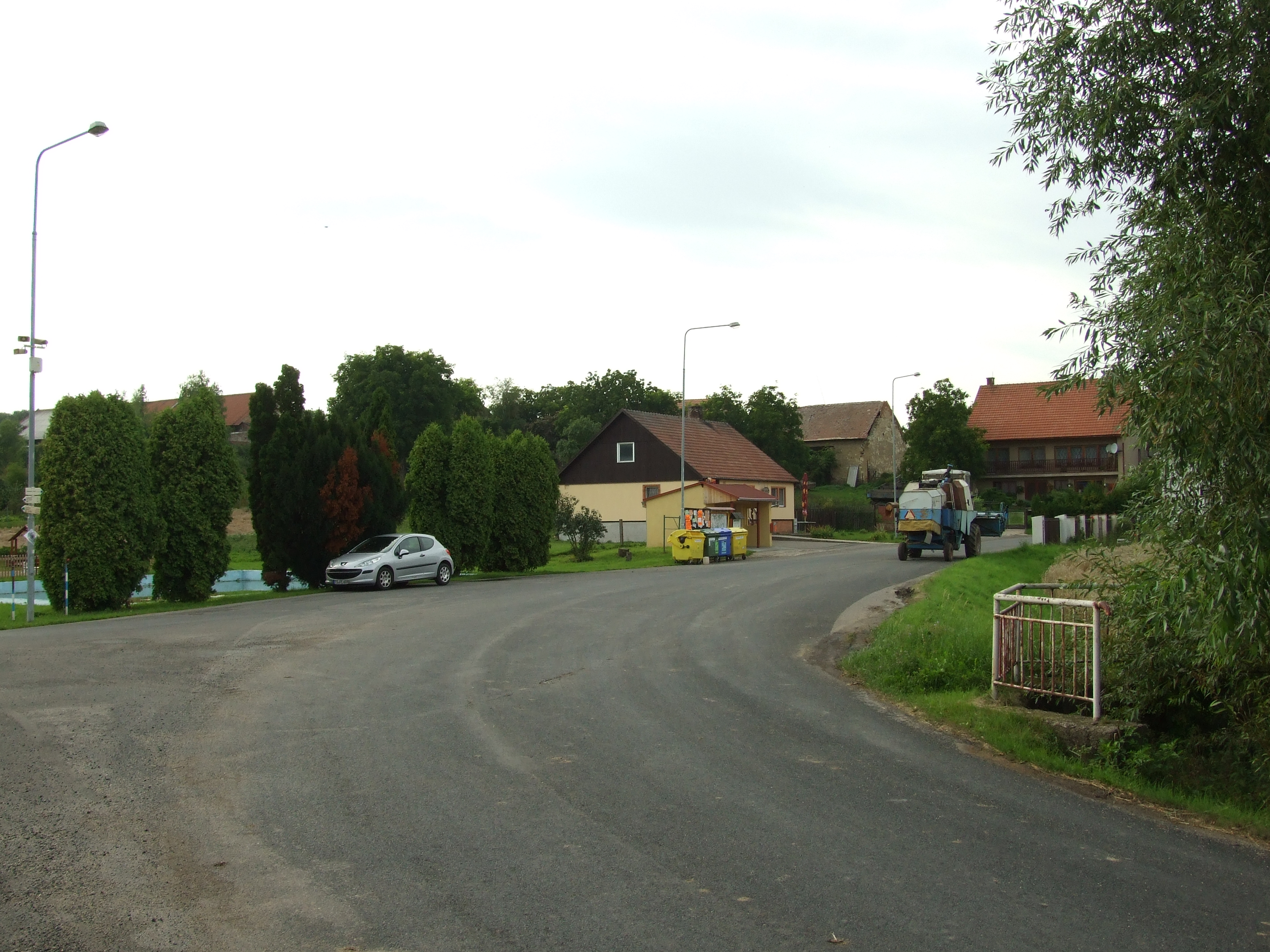
Pohled na náves